# Милютина, Ева Яковлевна
Ева Яковлевна Милютина (род. 2 [14] декабря 1893; Таганрог, Российская империя — 9 октября 1977; Москва, РСФСР, СССР) — советская и российская актриса театра и кино. Заслуженная артистка РСФСР (1934).

## Биография
Родилась 2 декабря, по некоторым данным 14 декабря 1893 года в Таганроге в полноценной семье матери, которая являлась домохозяйкой и отца, которым был портным. 
Училась в школе, которую окончила. После чего давала уроки по французскому языку, затем поступила в театральную школу, которую не окончила по причине  нехватки средств на обучение. У Милютиной актёрская деятельность началась с 1910 года. Много ездила по различных театрам и городам, но больше всего задержалась служить такому театру, как «Театр сатиры» с 1924 года по 1959 год. В театре «Кривой Джимми» служила два года с 1922 года по 1924 год. 
По мимо творческой деятельности, Милютина вела общественную работу. Являлась председателем месткома Театра сатиры, избиралась депутатом районного совета Советского района города Москвы. Во времена Великой Отечественной войны вместе с бригадой выезжала на фронт к Красной армии. С 1949 года – персональная пенсионерка. В 1959 году покинула актёрскую деятельность, театр и ушла на заслуженный отдых. С 1965 года проживала в Доме ветеранов сцены им. А. А. Яблочкиной.
Ушла из жизни 9 октября 1977 года в Москве. Похоронена на Николо-Архангельском кладбище.

### Личная жизнь
Была замужем за Павлом Михайловичем Мартьяновым, который работал заместителем директора киностудии научно-полярных фильмов.

## Фильмография
- 1925 — Закройщик из Торжка — соседка Ширинкиной
- 1925 — Статья 123 — бандитка
- 1925 — Трагедия Евлампия Чиркина — жена лавочника
- 1926 — Везде и всегда неграмотному беда — Анюта
- 1926 — Чиркин в казарме — девушка
- 1927 — Девушка с коробкой — Марфушка
- 1932 — Горизонт — Сара
- 1934 — Частная жизнь Петра Виноградова — зрительница на концерте
- 1934 — Четыре визита Самуэля Вульфа — гостья Арроусмита
- 1938 — Люди долины Сумбар — Джемал
- 1939 — Шуми городок — жена Дятлова
- 1954 — Мы с вами где-то встречались — доктор в санатории
- 1958 — Король бубен — Серафима Андреевна

## Звания и награды
- Заслуженная артистка РСФСР (1934)[1]
- Медаль «За доблестный труд в Великой Отечественной войне 1941–1945гг.»[1]
- Медаль «За оборону Москвы»[1]

## Оценочные мнения
- По мнению киноведа Алексея Тремасова, в кино и в театре Милютина себя зарекомендовала прекрасной острохарактерной артисткой[1].